# سان ماورو کاستلورده
سان ماورو کاستلورده (به ایتالیایی: San Mauro Castelverde) یک کومونه در ایتالیا است که در استان پالرمو واقع شده‌است. سان ماورو کاستلورده ۱۱۴ کیلومتر مربع مساحت و ۱٬۷۳۷ نفر جمعیت دارد و ۱٬۰۵۰ متر بالاتر از سطح دریا واقع شده‌است.

## خواهرخوانده
شهرهای کیلمس و Rush خواهرخوانده‌های سان ماورو کاستلورده هستند.